# Sci alpino alla XXXI Universiade invernale
Le gare di sci alpino della XXXI Universiade invernale si sono svolte dal 13 al 21 gennaio 2023 a Whiteface Mountain. Il programma era composto da nove eventi.

## Podi

### Uomini
| Evento          | Oro           | Tempo   | Argento         | Tempo   | Bronzo         | Tempo   |
| Supergigante    | Jan Zabystřan | 58"35   | Luca Taranzano  | 58"76   | Eric Wyler     | 58"77   |
| Slalom gigante  | Jan Zabystřan | 2'01"23 | Eric Wyler      | 2'02"57 | Jérémie Lagier | 2'02"93 |
| Slalom speciale | Jan Zabystřan | 1'51"38 | Jérémie Lagier  | 1'51"43 | Jacob Dilling  | 1'51"47 |
| Combinata       | Albert Ortega | 1'42"88 | Andrej Drukarov | 1'43"37 | Jan Zabystřan  | 1'43"38 |

### Donne
| Evento          | Oro              | Tempo   | Argento                | Tempo   | Bronzo          | Tempo   |
| Supergigante    | Fabiana Dorigo   | 52"18   | Carmen Sofie Nielssen  | 52"65   | Celia Abad      | 52"79   |
| Slalom gigante  | Leonie Flötgen   | 2'07"04 | Fabiana Dorigo         | 2'07"18 | Emma Hammergård | 2'07"76 |
| Slalom speciale | Carlotta Marcora | 1'54"25 | Valentine Macheret     | 1'55"39 | Sara Rask       | 1'55"51 |
| Combinata       | Celia Abad       | 1'42"13 | Julia Socquet Dagoreau | 1'42"59 | Leonie Flötgen  | 1'43"05 |

### Misti
| Evento                     | Oro                                                               | Argento                                                                   | Bronzo                                                                 |
| Slalom parallelo a squadre | Svezia Sara Rask Gustav Dalmalm Evelina Fredricsson Wilhelm Vänje | Svizzera Domenica Mosca Aaron Christian Mayer Svenja Pfiffner Morris Blom | Germania Fabiana Dorigo Roman Frost Leonie Flötgen Maximilian Haußmann |

## Medagliere
| Pos.   | Paese       | Oro | Argento | Bronzo | Totale |
| ------ | ----------- | --- | ------- | ------ | ------ |
| 1      | Rep. Ceca   | 3   | 0       | 1      | 4      |
| 2      | Germania    | 2   | 1       | 2      | 5      |
| 3      | Spagna      | 2   | 0       | 1      | 3      |
| 4      | Italia      | 1   | 1       | 0      | 2      |
| 5      | Svezia      | 1   | 0       | 2      | 3      |
| 6      | Svizzera    | 0   | 3       | 1      | 4      |
| 7      | Francia     | 0   | 2       | 1      | 3      |
| 8      | Lituania    | 0   | 1       | 0      | 1      |
| 8      | Norvegia    | 0   | 1       | 0      | 1      |
| 10     | Stati Uniti | 0   | 0       | 1      | 1      |
| Totale | Totale      | 9   | 9       | 9      | 27     |